# Ругопс
Ругопс (лат. Rugops, буквально — морщинистая морда) — род динозавров, живший 97—92 млн лет назад (сеноманский отдел позднего мелового периода) на территории нынешней североафриканской страны Нигер. Своё название получил из-за того, что голова его была пронизана венами и артериями, оставившими борозды, отпечатавшиеся на черепе. Достигал в длину 4,5 метров, высоты 1,5 метра и веса  410 килограммов  Впервые описали его Пол Серено, Уилсон Конрад в 2004 году по ископаемым остаткам черепа ругопса.

## Описание
Голова была покрыта кожей или панцирем. Отверстия вокруг рыла говорят о наличии мясистой демонстрационной структуры того или иного типа. Череп короткий с закруглённым рылом. Питался падалью, так как зубы были очень маленькими и слабыми. Как и у других абелизавров, ругопс имел очень маленькие передние конечности, которые, по-видимому, были бесполезны в борьбе между особями. Скорее всего, они служили для поддержания баланса передней и задней части туловища.

## Галерея
- Реконструкция ругопса с гребнями
- На черепе ругопса имеются два ряда отверстий: гнёзда либо для рожек, либо для отростков, поддерживающих гребень